# 食醯
食醯是朝鮮半島傳統甜米露，通常視作飲料和甜點。其不僅包含發酵的液體成份，還留有一些沉澱的大米粒和松子。食醯與甘酒類似，然而酒精含量遠不及甘酒。